# KBU's kvalifikation til DBUs Landspokalturnering for herrer 2009-10
Københavns Boldspil-Unions kvalifikation til DBUs Landspokalturnering for herrer 2009/2010 var én af DBU's seks lokalunioners kvalifikationsturneringer, der havde til formål at finde i alt 56 hold indrangeret i Danmarksserien eller lavere pr. sæsonen 2008-09 til den landsdækkende 1. runde i DBUs Landspokalturnering for herrer 2009/2010 (Ekstra Bladet Cup 2009/2010). KBU's turnering havde deltagelse af 55 hold, der spillede om otte ledige pladser i pokalturneringens 1. runde.
Turneringen blev afviklet som en cupturnering over tre runder i foråret 2009, og de otte vindere i tredje runde kvalificerede sig til den landsdækkende 1. runde af den landsdækkende pokalturnering. De otte pladser i 1. runde gik til holdene Valby Boldklub, AB Tårnby, Frederiksberg Boldklub, IF Føroyar, B 1908, Frederiksberg Alliancen 2000, Tårnby FF og Husum Boldklub.
På grund af FC Amagers konkurs blev der imidlertid endnu en plads ledig i 1. runde, og den ledige plads gik til Østerbro IF, der vandt en lodtrækning blandt de otte taberhold i den afgørende runde af KBU's kvalifikationsturnering. Således kvalificerede ni KBU-hold sig altså til 1. runde af pokalturneringen.

## Resultater

### 1. runde
| Dato  | Kamp                                  | Res. |
| ----- | ------------------------------------- | ---- |
| 27.4. | BK Volvox – Lokomotiv Alliance Orange | 7-1  |
| 27.4. | FC Damsø – FC Spark                   | 3-0  |
| 28.4. | BK Olympia 1921 – Sunred Beach FC     | 2-0  |
| 28.4. | Valby BK – BK Viktoria                | 2-1  |
| 28.4. | IF Føroyar – KFUM                     | 4-1  |
| 28.4. | BK Heimdal – FFD Kralupy Copenhagen   | 4-2  |
| 28.4. | FC Culpa – FB                         | 0-5  |
| 28.4. | Vigerslev BK – DJAFF                  | 5-0  |
| 28.4. | CIK – BK Hellas                       | 4-5  |
| 28.4. | B 1960 – Nørrebro FK                  | 6-7  |
| 28.4. | AIK Frederiksholm – Copenhagen Zebras | 2-1  |
| 28.4. | BK Stefan – VLI                       | 1-0  |

| Dato  | Kamp                             | Res. |
| ----- | -------------------------------- | ---- |
| 28.4. | FC Sydhavnen – Fremad Valby      | 2-5  |
| 28.4. | Sundby KFUM – Boldklubben Vestia | 3-1  |
| 29.4. | Exercitus FC – Jægersborg BK     | HHT  |
| 29.4. | Club Wowern – Bispebjerg BK      | 6-3  |
| 29.4. | Øresundskollegiets FK – BK Hekla | 2-1  |
| 29.4. | Sønderbro Fight – Sundby BK      | 2-6  |
| 29.4. | BK Royal – Firkantens BK         | 1-4  |
| 29.4. | Amager FF – Skovshoved IF        | 1-3  |
| 30.4. | BK Pioneren – Husum BK           | HHT  |
| 30.4. | Christiania SC – FC Nyhavn       | 5-0  |
| 30.4. | BK Rødovre – Handelsstandens BK  | 0-3  |

### 2. runde
| Dato  | Kamp                      | Res.  |
| ----- | ------------------------- | ----- |
| 11.5. | BK Volvox – BK Prespa     | 0-3   |
| 11.5. | FC Damsø – Sundby BK      | 1-2   |
| 12.5. | Vigerslev BK – FA 2000    | 2-7   |
| 12.5. | IF Føroyar – BK Union     | 7-1   |
| 12.5. | BK Olympia 1921 – BK FIX  | 1-2   |
| 12.5. | Husum BK – Nørrebro FK    | 11-00 |
| 12.5. | Christiania SC – Valby BK | 0-2   |
| 13.5. | AB Tårnby – Sundby KFUM   | 13-10 |

| Dato  | Kamp                                    | Res.  |
| ----- | --------------------------------------- | ----- |
| 13.5. | Tårnby FF – Jægersborg BK               | 2-0   |
| 13.5. | Club Wowern – Skovshoved IF             | 2-6   |
| 13.5. | FB – Firkantens BK                      | 11-30 |
| 14.5. | Østerbro IF – Handelsstandens Boldklub  | 4-2   |
| 14.5. | BK Heimdal – BK Stefan                  | 1-5   |
| 18.5. | BK Hellas – B 1908                      | 1-2   |
| 19.5. | AIK Frederiksholm – Gentofte-Vangede IF | 0-3   |
| 20.5. | Øresundskollegiets FK – Fremad Valby    | 0-2   |

### 3. runde
De otte vindere i 3. runde kvalificerede sig til 1. runde af DBUs Landspokalturnering 2009/2010 (Ekstra Bladet Cup 2009/2010).
| Dato | Kamp                     | Res. |
| ---- | ------------------------ | ---- |
| 9.6. | Valby BK – Sundby BK     | 4-3  |
| 9.6. | Fremad Valby – AB Tårnby | 1-3  |
| 9.6. | BK Stefan – FB           | 3-5  |
| 9.6. | BK FIX – IF Føroyar      | 3-4  |

| Dato  | Kamp                         | Res. |
| ----- | ---------------------------- | ---- |
| 10.6. | Gentofte-Vangede IF – B 1908 | 2-3  |
| 10.6. | FA 2000 – BK Prespa          | 4-1  |
| 11.6. | Tårnby FF – Skovshoved IF    | 2-0  |
| 11.6. | Husum BK – Østerbro IF       | 1-0  |